# Roio del Sangro
Roio del Sangro est une commune de la province de Chieti dans la région Abruzzes en Italie.

## Administration
| Période                                  | Période  | Identité         | Étiquette | Qualité |
| ---------------------------------------- | -------- | ---------------- | --------- | ------- |
| 28 mai 2002                              | En cours | Giuseppe Cavorso |           |         |
| Les données manquantes sont à compléter. |          |                  |           |         |

### Communes limitrophes
Monteferrante, Rosello, Villa Santa Maria